# Ideal del yo
El ideal del yo es un concepto psicoanalítico, creado por Sigmund Freud en el contexto de su segunda tópica (su segunda aproximación a una teoría acerca de cómo está construido el aparato psíquico). Clásicamente, ha sido definido como sigue:

«Instancia de la personalidad que resulta de la convergencia del narcisismo (idealización del yo) y de las identificaciones con los padres, con sus substitutos y con los ideales colectivos. Como instancia diferenciada, el ideal del yo constituye un modelo al que el sujeto intenta adecuarse.»

El término designa a una suerte de figura referencial para el yo. Para que pueda instalarse en el aparato psíquico este ideal, es una exigencia que ya se haya superado la fase inicial del narcisismo primario, en la que, según Freud, el niño todavía es "él mismo su propio ideal". Por eso, el ideal del yo solo puede establecerse en la estructura psíquica una vez que se ha renunciado a la idea omnipotente y megalómana infantil. Es esta renuncia la que permitiría pensar en un «otro» como ideal.

## Desarrollo del concepto
El ideal del yo es un concepto psicoanalítico clave porque constituye un eslabón entre la primera tópica freudiana, en la que se define un modelo espacial del aparato psíquico, dividido en zonas (inconsciente, preconsciente y consciente), y el paso hacia la definición de un modelo estructural de la psique (en la segunda tópica), en la que Freud distingue las tres instancias conocidas como ello, yo y superyó. En particular, el concepto de ideal del yo es una pieza fundamental en el edificio teórico freudiano para poder postular y describir el funcionamiento del superyó.
Freud utiliza este concepto a partir de 1914, registrándose la primera aparición en su ensayo Introducción al narcisismo
En este escrito, Freud postula que lo que se proyecta en el ideal del yo viene a ocupar un lugar sustituto del narcisimo infantil perdido. Este estado narcisista temprano, en el que el niño es todopoderoso, iría decayendo paulatinamente debido a las consecuencias del establecimiento de relaciones con otros («relaciones de objeto») significativas, principalmente con los progenitores o con quienes ocupen su lugar funcional, y se abandonaría principalmente por la censura y crítica que los padres ejercen sobre actuar infantil. La declinación definitiva del narcisismo primario coincide con la declinación del complejo de Edipo. En su lugar aparece esta instancia del ideal del yo. En el texto se intenta establecer, sin embargo, un cierto encuadre o demarcación de esta instancia psíquica como algo independiente de la mera internalización de las figuras parentales censuradoras.
El concepto será reelaborado más tarde por Freud en el contexto de su análisis de los líderes, los ídolos, las figuras carismáticas o las relaciones de dependencia, establecidas, por ejemplo, con un hipnotizador o en los enamoramientos «ciegos» y dependientes. En su obra Psicología de las masas y análisis del yo (1921), el ideal del yo se define con arreglo a las funciones que cumple en las relaciones de sumisión y dependencia (al líder, al ídolo, a la persona poderosa, al dirigente político, religioso, etc.) La instancia del ideal del yo aparece en este texto conceptualmente diferenciada como algo independiente. La sumisión al líder o al hipnotizador es posible porque esta persona «otra» se ha «inscrito», por así decirlo, en el espacio psíquico del ideal del yo.
En este mismo texto, Freud describe el papel del ideal del yo en el mecanismo psíquico de la melancolía y de los ciclos manía - melancolía (hoy diríamos «maniacodepresivos») y el factor de la «rebelión periódica» del yo contra el ideal del yo en la melancolía, tanto en las que él denominó "espontáneas" como en las "psicógenas". En la manía, el yo y el ideal del yo se hallan confundidos, la euforia y la ausencia de autocrítica caracterizan el estado anímico, la creencia de no tener límites define el humor. En la melancolía, en cambio, la pérdida de un objeto amado o la resignación de uno que se ha mostrado indigno del amor (en el contexto de una gran decepción, por ejemplo) determina la defensa precaria de hacer "revivir" este objeto internalizándolo, vía identificación. Una vez en el interior, será el ideal del yo quien se encargará entonces de amonestarlo severamente. De este modo, las agresiones se transforman en autoagresiones y en autorreproches y los sentimientos autodestructivos caracterizan el estado de ánimo en la melancolía.
La mayor parte de los autores distinguen de manera clara la instancia superyoica del ideal del yo. Numberg lo ha resumido así: «Mientras el yo obedece al superyó por miedo al castigo, se somete al ideal del yo por amor»